# Valbrembo
Valbrembo – miejscowość i gmina we Włoszech, w regionie Lombardia, w prowincji Bergamo.
Według danych na styczeń 2009 gminę zamieszkiwało 3661 osób przy gęstości zaludnienia 1000 os./1 km².